# Burt Lancaster
Burton Stephen "Burt" Lancaster (New York City, SAD, 2. studenoga 1913. – Los Angeles, Kalifornija, 20. listopada 1994.) bio je američki glumac. 
Rođen je u New Yorku u obitelji irskog porijekla. Odrasta u siromašnom kvartu Harlemu i većinu djetinstva provodi na ulicama. U doba srednje škole bavi se gimnastikom, što mu kasnije omogućava posao akrobata u cirkusu dok ga ozljeda nije udaljila iz te profesije. Za vrijeme Drugog svjetskog rata pridružuje se američkoj vojsci gdje sudjeluje u programima zabave za vojnike. 
Iako isprva nezainteresiran za glumu, nakon povratka iz rata sudjeluje u broadwayskoj predstavi A Sound of Hunting gdje ga primjećuju hollywoodski agenti. 1946. glumi u svom prvom filmu Ubojice. Visoki i markantni Lancaster postiže uspjeh te idućih godina glumi u nizu filmova raznih žanrova, posebno u dramama, trilerima, ratnim i avanturističkim filmovima. 
Između ostalih ističu se naslovi Odavde do vječnosti (1953.) i Obračun kod O.K. Korala (1957.). Od polovine 1950-ih producent je vlastitih projekata, kao Vera Cruz (1954.) i Trapez (1956.). Znatni talent i fizička pojava donose mu status zvijezde što je okrunjeno Oscarom i Zlatnim globusom za najbolju glavnu ulogu u filmu Elmer Gantry (1960.).
Od 1960-ih prihvaća uloge i u neameričkim filmovima, kao u talijanskom povijesnom spektaklu Gepard (1963.) Luchina Viscontija, ili u ne nužno komercijalnim filmovima kao Valdez is Coming (1971.) i Ulzanin prepad (1972.). 
Tijekom karijere u više je navrata glumio zajedno s Kirkom Douglasom, što je donekle parodizirano u njihovom posljednjem zajedničkom filmu Tough Guys (1986.).
Liberalnih političkih uvjerenja, često je nastupao u filmovima koji upozoravaju na zloupotrebu političke vlasti, kao Sedam dana u svibnju (1963.) ili Twilight's Last Gleaming (1977.), i javno podržavao demokratske kandidate na američkim predsjedničkim izborima. Često je davao podršku i zagovarao rasna prava i prava manjina. Bio je protivnik Vijetnamskog rata. Zbog svega toga je često bio predmet FBI istraga te je 1973. bio na "Listi neprijatelja" predsjednika Richarda Nixona.

## Izabrana filmografija
- Ubojice (1946.)
- Odavde do vječnosti (1953.)
- Vera Cruz (1954.)
- Trapez (1955.)
- Obračun kod O.K. Korala (1957.)
- Elmer Gantry (1960.)
- Suđenje u Nürnbergu (1961.)
- Gepard (1963.)
- Sedam dana u svibnju (1964.)
- Aerodrom (1970.)
- Kasandrin most (1976.)
- Twilight's Last Gleaming (1976.)
- Otok dr. Moreaua (1977.)
- Ostermanov vikend (1983.)

## Vanjske poveznice
- Burt Lancaster u internetskoj bazi filmova IMDb-u (engl.)